# Trieces hokkaidensis
Trieces hokkaidensis là một loài tò vò trong họ Ichneumonidae.